# Шмидт, Гвидо
Гвидо Шмидт (нем. Guido Schmidt; 15 января 1901 — 5 декабря 1957) — австрийский дипломат и политик, министр иностранных дел Австрии с 1936 по 1938 год.

## Биография
Родился в Блуденце, федеральной земли Форарльберг, Шмидт посещал иезуитскую школу «Stella Matutina» в Фельдкирхе, где он познакомился с будущим канцлером Австрии Куртом Шушнигом. Он изучал право в Венском университете, получив докторскую степень в 1924 году и в следующем году он поступил на австрийскую дипломатическую службу. С 1927 служил в канцелярии президента Вильгельма Микласа, став вице-директором в 1928 году.
Шмидт был членом Христианско-социальной партии и в 1933 году присоединился к Отечественному фронту, созданному канцлером Энгельбертом Дольфусом. Он сыграл важную роль в заключении «Июльского соглашения» 1936 г. австрофашистского правительства Дольфус преемника Курт Шушнига с нацистской Германией и в свою очередь был назначен статс-секретарем иностранных дел. Он и министр внутренних дел Эдмунд Glaise-Horstenau служил в качестве основных переговорщиков с властями нацистской Германии. 12 февраля 1938 Шушниг под давлением Гитлера назначил Шмидта федеральным министром, эту должность он занимал до 11 марта 1938 года, когда канцлер был вынужден уйти в отставку за несколько часов до вторжения войск вермахта и аншлюса Австрии нацистской Германией, Шмидт сыграл важную роль в предыдущем отставке начальника штаба Альфреда Jansa, тем не менее, он не присоединился к нацистскому правительству Артура Зейс-Инквартом, после чего он ушел из политики.
По ходатайству Германа Геринга он стал исполнительным директором  промышленного конгломерата Reichswerke в Линце 1 июля 1938 года. В 1945 году Шмидт был временно заключен в тюрьму союзными оккупационными силами, потому что его про-нацистской отношение и обвинен в государственной измене, но оправдан в 1947 году. С 1950 он продолжил свою карьеру в качестве члена исполнительного совета Semperit компании. Шмидт умер в Вене в возрасте 56 лет он был отец австрийского предпринимателя Гвидо Шмидт-Киари.